# 버네사 레이
버네사 레이(Vanessa Ray, 1981년 6월 24일 ~ )는 미국의 배우이다.

## 출연 작품

### 영화
- Nice Guy Johnny (2010)
- Not Waving but Drowning (2012)
- The Last Day of August (2012)
- 프란시스 하 (2012)
- Mutual Friends (2013)
- Are You Joking? (2014)
- 악마의 탄생 (2014)
- The Rumperbutts (2015)
- Serialized (2016)

### 텔레비전
- 애즈 더 월드 턴즈 (2006-10)
- 대미지 (2010)
- 화이트 칼라 (2011)
- 간호사 재키 (2011)
- 슈츠 (2011-12)
- 걸스 (2012)
- 프리티 리틀 라이어스 (2012-17)
- 멘탈리스트 (2013)
- 블루 블러드 (2013-24)